# Magny-les-Hameaux
Magny-les-Hameaux település Franciaországban, Yvelines megyében. Lakosainak száma 9353 fő (2022. január 1.). Magny-les-Hameaux Châteaufort, Guyancourt, Milon-la-Chapelle, Montigny-le-Bretonneux, Saint-Lambert, Saint-Rémy-lès-Chevreuse, Trappes és Voisins-le-Bretonneux községekkel határos.

## Népesség
A település népességének változása:
| Lakosok száma | 9063 | 9197 | 9419 | 9327 | 9337 | 9418 | 9417 | 9385 | 9353 |
|               | 2013 | 2015 | 2016 | 2017 | 2018 | 2019 | 2020 | 2021 | 2022 |